# Liste des gouverneurs du Sud-Kivu
Gouverneurs de la province du Sud-Kivu (en République démocratique du Congo):
- Jean Miruho : premier Président de la Province du Kivu du 30 juin 1960 – 25 décembre 1960
- Dieudonné Boji 25 avril 1966 - 28 décembre 1966
- Barthelemie Mukenge Shabantu 69 - 70
- Ndebo Akanda Dinenkeza les années 70
- Mwando Simba 1980 - 1986
- Kilolo Musamba Lubemba 1986-1988
- Ndala Kasala 1988 - 1990
- Dilingi Liwoke la Milengo 1990 - novembre 1991
- Kyembwa wa Lumona 1992 - octobre 1996
- Anatole Bishikwabo Chubaka novembre 1996-mai 1997
- Jean-Charles Magabe juin 1997 - octobre 1998
- Norbert Basengezi Katintima octobre 1998 - 10 juin 2002
- rébellion :
  - Musamba Mondero Mai 2002
  - Patient Mwendanga 10 juin 2002 - 26 janvier 2003
  - Xavier Ciribanya Cirimwami 26 janvier 2003 - 26 mai 2004
- Fumi Tambwe octobre 2003
- Jean-Pierre Mazambi (interim) 7 février 2004 - 26 mai 2004
- Augustin Bulaimu 26 mai 2004 - 10 novembre 2005
- Alimasi Ndomba Pauni (interim) 25 avril 2005 - 12 mai 2005
- Didace Kaningini Kyoto (interim) 12 mai 2005 - 10 décembre 2005
- Buhambahamba Déogratias 10 novembre 2005 - 24 février 2007
- Célestin Cibalonza Byaterana 27 février 2007 - 9 février 2008
- Louis Léonce Cirimwami Muderwa 21 mars 2008 - 15 avril 2010
- Marcellin Cishambo 22 juillet 2010 - août 2017
- Claude Nyamugabo Bazibuhe 10 octobre 2017 - 2019
- Théo Ngwabidje Kasi 06 Avril 2019 - 02 mai 2024
- Jean-Jacques Purusi Sadiki 02 mai 2024-